# Ugo da Ricasoli
Ugo da Ricasoli (... – Roma, 1182 circa) è stato un cardinale italiano.

## Biografia
Figlio di Berengario detto Beringhieri, di antica nobile casata di stirpe longobarda, appartenente alla consorteria Firidolfi, fu monaco e poi abate dell'Abbazia di San Lorenzo a Coltibuono, fondata dalla propria famiglia e durante il suo governo, fu eretto il campanile dell'abbazia.
Fu elevato al cardinalato nel 1163 (cardinale diacono con il titolo di Sant'Eustachio), da Papa Alessandro III. Accompagnò il Papa, di cui fu amico e consigliere, nel tempo che trascorse in Francia (1162-1165) e fu con lui a Venezia, nel 1177 quando riconciliò l'Imperatore Federico I alla Chiesa.
Morì a Roma attorno al 1182 e fu sepolto nella Basilica di Santa Maria del Popolo.